# 萬轅
萬轅（？年—？年），字蒼仙，又字昌先。江西省南昌府新建縣（今屬南昌市）人，清朝政治人物。

## 生平
早年為拔貢生。為諸生時即以文學知名。
嘉慶二十一年（1816年）丙子科江西鄉試第五十五名舉人。
嘉慶二十五年（1820年）庚辰科第二甲第四十八名進士出身。選翰林院庶吉士。
入館後聲名更盛，與同館陳繼昌、許乃普稱莫逆之交，互相唱和，在京師盛傳。
道光二年（1822年）閏三月散館，選授刑部廣東司主事。
任職刑部之後，每屆秋審都受堂官倚重，並獲得疏薦。以病告假歸鄉，隨後病卒，時人輿論認為可惜。